# Кристиансен, Ветле Шостад
Ве́тле Шо́стад Кри́стиансен (норв. Vetle Sjåstad Christiansen; род. 12 мая 1992, Гейло, Бускеруд) — норвежский биатлонист, олимпийский чемпион (2022), бронзовый призёр Олимпийских игр, трёхкратный чемпион мира.
Старший брат фристайлистки, многократной победительницы этапов Кубка мира в слоупстайле Тириль Шостад Кристиансен (род. 1995).

## Биография
Призёр трёх чемпионатов мира по биатлону среди юниоров (2010, 2011, 2012), призёр чемпионата Европы по биатлону 2012 среди юниоров, победитель чемпионата Европы по биатлону 2013 в спринте. 1 декабря 2012 года дебютировал в Кубке мира (спринт, Эстерсунд).

## Достижения

### Чемпионат мира среди юниоров (юниорская часть)
- «золото» в эстафете в 2012 году (Контиолахти)
- «серебро» в гонке преследования в 2012 году (Контиолахти)
- «бронза» в эстафете в 2011 году (Нове-Место)

### Чемпионат мира среди юниоров (юношеская часть)
- «серебро» — в спринте и гонке преследования в 2011 году (Нове-Место)
- «бронза» — в индивидуальной гонке в 2011 году (Нове-Место)
- «бронза» в индивидуальной гонке, спринте и эстафете в 2010 году (Торсбю)

### Чемпионат Европы (юниорская часть)
- «золото» в спринте и смешанной эстафете в 2012 году (Брезно-Осрбли)
- «серебро» в гонке преследования в 2012 году (Брезно-Осрбли)
- «бронза» в индивидуальной гонке в 2012 году (Брезно-Осрбли)

### Чемпионат Норвегии
- Победитель (2009 и 2011 годы) и призёр (2012 и 2013 годы) в эстафете

## Кубок IBU

### Статистика выступлений в Кубке IBU 2012—2013
| Очков | Место | Идр | Идр | Бей | Бей | Рид | Рид | Рид | Оте | Оте | Ост | Ост | Ост | Мар | Мар | Оср | Оср | Оср | ЧЕ2013 Банско | ЧЕ2013 Банско | ЧЕ2013 Банско | ЧЕ2013 Банско |
| Очков | Место | Спр | Спр | Инд | Спр | См  | Спр | Пр  | Инд | Спр | См  | Спр | Пр  | Спр | Пр  | Инд | Спр | Эст | Инд           | Спр           | Пр            | Эст           |
| ----- | ----- | --- | --- | --- | --- | --- | --- | --- | --- | --- | --- | --- | --- | --- | --- | --- | --- | --- | ------------- | ------------- | ------------- | ------------- |
| 76    | 59    | —   | —   | —   | —   | —   | —   | —   | 5   | 7   | —   | —   | —   | —   | —   | —   | —   | —   | 18            | 1             | 2             | отм           |

## Кубок мира
| Статистика выступлений в Кубке мира 2012—2013 | Статистика выступлений в Кубке мира 2012—2013 | Статистика выступлений в Кубке мира 2012—2013 | Статистика выступлений в Кубке мира 2012—2013 | Статистика выступлений в Кубке мира 2012—2013 | Статистика выступлений в Кубке мира 2012—2013 | Статистика выступлений в Кубке мира 2012—2013 | Статистика выступлений в Кубке мира 2012—2013 | Статистика выступлений в Кубке мира 2012—2013 | Статистика выступлений в Кубке мира 2012—2013 | Статистика выступлений в Кубке мира 2012—2013 | Статистика выступлений в Кубке мира 2012—2013 | Статистика выступлений в Кубке мира 2012—2013 | Статистика выступлений в Кубке мира 2012—2013 | Статистика выступлений в Кубке мира 2012—2013 | Статистика выступлений в Кубке мира 2012—2013 | Статистика выступлений в Кубке мира 2012—2013 | Статистика выступлений в Кубке мира 2012—2013 | Статистика выступлений в Кубке мира 2012—2013 | Статистика выступлений в Кубке мира 2012—2013 | Статистика выступлений в Кубке мира 2012—2013 | Статистика выступлений в Кубке мира 2012—2013 | Статистика выступлений в Кубке мира 2012—2013 | Статистика выступлений в Кубке мира 2012—2013 | Статистика выступлений в Кубке мира 2012—2013 | Статистика выступлений в Кубке мира 2012—2013 | Статистика выступлений в Кубке мира 2012—2013 | Статистика выступлений в Кубке мира 2012—2013 | Статистика выступлений в Кубке мира 2012—2013 | Статистика выступлений в Кубке мира 2012—2013 | Статистика выступлений в Кубке мира 2012—2013 | Статистика выступлений в Кубке мира 2012—2013 | Статистика выступлений в Кубке мира 2012—2013 | Статистика выступлений в Кубке мира 2012—2013 | Статистика выступлений в Кубке мира 2012—2013 | Статистика выступлений в Кубке мира 2012—2013 |
| --------------------------------------------- | --------------------------------------------- | --------------------------------------------- | --------------------------------------------- | --------------------------------------------- | --------------------------------------------- | --------------------------------------------- | --------------------------------------------- | --------------------------------------------- | --------------------------------------------- | --------------------------------------------- | --------------------------------------------- | --------------------------------------------- | --------------------------------------------- | --------------------------------------------- | --------------------------------------------- | --------------------------------------------- | --------------------------------------------- | --------------------------------------------- | --------------------------------------------- | --------------------------------------------- | --------------------------------------------- | --------------------------------------------- | --------------------------------------------- | --------------------------------------------- | --------------------------------------------- | --------------------------------------------- | --------------------------------------------- | --------------------------------------------- | --------------------------------------------- | --------------------------------------------- | --------------------------------------------- | --------------------------------------------- | --------------------------------------------- | --------------------------------------------- | --------------------------------------------- |
| 2012/13 Итоги                                 | 2012/13 Итоги                                 | Эстерсунд                                     | Эстерсунд                                     | Эстерсунд                                     | Эстерсунд                                     | Хохфильцен                                    | Хохфильцен                                    | Хохфильцен                                    | Поклюка                                       | Поклюка                                       | Поклюка                                       | Оберхоф                                       | Оберхоф                                       | Оберхоф                                       | Рупольдинг                                    | Рупольдинг                                    | Рупольдинг                                    | Антхольц                                      | Антхольц                                      | Антхольц                                      | ЧМ Нове-Место                                 | ЧМ Нове-Место                                 | ЧМ Нове-Место                                 | ЧМ Нове-Место                                 | ЧМ Нове-Место                                 | ЧМ Нове-Место                                 | Холменколлен                                  | Холменколлен                                  | Холменколлен                                  | Сочи                                          | Сочи                                          | Сочи                                          | Ханты-Мансийск                                | Ханты-Мансийск                                | Ханты-Мансийск                                |
| Очков                                         | Место                                         | См                                            | Инд                                           | Спр                                           | Пр                                            | Спр                                           | Пр                                            | Эст                                           | Спр                                           | Пр                                            | МС                                            | Эст                                           | Спр                                           | Пр                                            | Эст                                           | Спр                                           | МС                                            | Спр                                           | Пр                                            | Эст                                           | См                                            | Спр                                           | Пр                                            | Инд                                           | Эст                                           | МС                                            | Спр                                           | Пр                                            | МС                                            | Инд                                           | Спр                                           | Эст                                           | Спр                                           | Пр                                            | МС                                            |
| 187                                           | 43                                            | —                                             | —                                             | 27                                            | 23                                            | 15                                            | 21                                            | 1                                             | —                                             | —                                             | —                                             | —                                             | —                                             | —                                             | —                                             | —                                             | —                                             | —                                             | —                                             | —                                             | —                                             | —                                             | —                                             | —                                             | —                                             | —                                             | —                                             | —                                             | —                                             | 66                                            | 18                                            | 4                                             | 10                                            | 11                                            | 16                                            |

| Статистика выступлений в Кубке мира 2013—2014 | Статистика выступлений в Кубке мира 2013—2014 | Статистика выступлений в Кубке мира 2013—2014 | Статистика выступлений в Кубке мира 2013—2014 | Статистика выступлений в Кубке мира 2013—2014 | Статистика выступлений в Кубке мира 2013—2014 | Статистика выступлений в Кубке мира 2013—2014 | Статистика выступлений в Кубке мира 2013—2014 | Статистика выступлений в Кубке мира 2013—2014 | Статистика выступлений в Кубке мира 2013—2014 | Статистика выступлений в Кубке мира 2013—2014 | Статистика выступлений в Кубке мира 2013—2014 | Статистика выступлений в Кубке мира 2013—2014 | Статистика выступлений в Кубке мира 2013—2014 | Статистика выступлений в Кубке мира 2013—2014 | Статистика выступлений в Кубке мира 2013—2014 | Статистика выступлений в Кубке мира 2013—2014 | Статистика выступлений в Кубке мира 2013—2014 | Статистика выступлений в Кубке мира 2013—2014 | Статистика выступлений в Кубке мира 2013—2014 | Статистика выступлений в Кубке мира 2013—2014 | Статистика выступлений в Кубке мира 2013—2014 | Статистика выступлений в Кубке мира 2013—2014 | Статистика выступлений в Кубке мира 2013—2014 | Статистика выступлений в Кубке мира 2013—2014 | Статистика выступлений в Кубке мира 2013—2014 | Статистика выступлений в Кубке мира 2013—2014 | Статистика выступлений в Кубке мира 2013—2014 | Статистика выступлений в Кубке мира 2013—2014 | Статистика выступлений в Кубке мира 2013—2014 | Статистика выступлений в Кубке мира 2013—2014 | Статистика выступлений в Кубке мира 2013—2014 | Статистика выступлений в Кубке мира 2013—2014 | Статистика выступлений в Кубке мира 2013—2014 | Статистика выступлений в Кубке мира 2013—2014 | Статистика выступлений в Кубке мира 2013—2014 |
| --------------------------------------------- | --------------------------------------------- | --------------------------------------------- | --------------------------------------------- | --------------------------------------------- | --------------------------------------------- | --------------------------------------------- | --------------------------------------------- | --------------------------------------------- | --------------------------------------------- | --------------------------------------------- | --------------------------------------------- | --------------------------------------------- | --------------------------------------------- | --------------------------------------------- | --------------------------------------------- | --------------------------------------------- | --------------------------------------------- | --------------------------------------------- | --------------------------------------------- | --------------------------------------------- | --------------------------------------------- | --------------------------------------------- | --------------------------------------------- | --------------------------------------------- | --------------------------------------------- | --------------------------------------------- | --------------------------------------------- | --------------------------------------------- | --------------------------------------------- | --------------------------------------------- | --------------------------------------------- | --------------------------------------------- | --------------------------------------------- | --------------------------------------------- | --------------------------------------------- |
| 2013/14 Итоги                                 | 2013/14 Итоги                                 | Эстерсунд                                     | Эстерсунд                                     | Эстерсунд                                     | Эстерсунд                                     | Хохфильцен                                    | Хохфильцен                                    | Хохфильцен                                    | Анси                                          | Анси                                          | Анси                                          | Оберхоф                                       | Оберхоф                                       | Оберхоф                                       | Рупольдинг                                    | Рупольдинг                                    | Рупольдинг                                    | Антхольц                                      | Антхольц                                      | Антхольц                                      | Зимние Олимпийские игры в Сочи                | Зимние Олимпийские игры в Сочи                | Зимние Олимпийские игры в Сочи                | Зимние Олимпийские игры в Сочи                | Зимние Олимпийские игры в Сочи                | Зимние Олимпийские игры в Сочи                | Поклюка                                       | Поклюка                                       | Поклюка                                       | Контиолахти                                   | Контиолахти                                   | Контиолахти                                   | Холменколлен                                  | Холменколлен                                  | Холменколлен                                  |
| Очков                                         | Место                                         | См                                            | Инд                                           | Спр                                           | Пр                                            | Спр                                           | Эст                                           | Пр                                            | Эст                                           | Спр                                           | Пр                                            | Спр                                           | Пр                                            | МС                                            | Эст                                           | Инд                                           | Пр                                            | Спр                                           | Пр                                            | Эст                                           | Спр                                           | Пр                                            | Инд                                           | МС                                            | См                                            | Эст                                           | Спр                                           | Пр                                            | МС                                            | См                                            | Спр                                           | Пр                                            | Спр                                           | Пр                                            | МС                                            |
| 77                                            | 54                                            | 2                                             | 17                                            | 29                                            | —                                             | 54                                            | 1                                             | 31                                            | —                                             | —                                             | —                                             | 15                                            | 36                                            | —                                             | 9                                             | 58                                            | —                                             | —                                             | —                                             | —                                             | —                                             | —                                             | —                                             | —                                             | —                                             | —                                             | 64                                            | —                                             | —                                             | —                                             | —                                             | —                                             | 42                                            | 42                                            | —                                             |

| Статистика выступлений в Кубке мира 2014—2015 | Статистика выступлений в Кубке мира 2014—2015 | Статистика выступлений в Кубке мира 2014—2015 | Статистика выступлений в Кубке мира 2014—2015 | Статистика выступлений в Кубке мира 2014—2015 | Статистика выступлений в Кубке мира 2014—2015 | Статистика выступлений в Кубке мира 2014—2015 | Статистика выступлений в Кубке мира 2014—2015 | Статистика выступлений в Кубке мира 2014—2015 | Статистика выступлений в Кубке мира 2014—2015 | Статистика выступлений в Кубке мира 2014—2015 | Статистика выступлений в Кубке мира 2014—2015 | Статистика выступлений в Кубке мира 2014—2015 | Статистика выступлений в Кубке мира 2014—2015 | Статистика выступлений в Кубке мира 2014—2015 | Статистика выступлений в Кубке мира 2014—2015 | Статистика выступлений в Кубке мира 2014—2015 | Статистика выступлений в Кубке мира 2014—2015 | Статистика выступлений в Кубке мира 2014—2015 | Статистика выступлений в Кубке мира 2014—2015 | Статистика выступлений в Кубке мира 2014—2015 | Статистика выступлений в Кубке мира 2014—2015 | Статистика выступлений в Кубке мира 2014—2015 | Статистика выступлений в Кубке мира 2014—2015 | Статистика выступлений в Кубке мира 2014—2015 | Статистика выступлений в Кубке мира 2014—2015 | Статистика выступлений в Кубке мира 2014—2015 | Статистика выступлений в Кубке мира 2014—2015 | Статистика выступлений в Кубке мира 2014—2015 | Статистика выступлений в Кубке мира 2014—2015 | Статистика выступлений в Кубке мира 2014—2015 | Статистика выступлений в Кубке мира 2014—2015 | Статистика выступлений в Кубке мира 2014—2015 | Статистика выступлений в Кубке мира 2014—2015 | Статистика выступлений в Кубке мира 2014—2015 | Статистика выступлений в Кубке мира 2014—2015 | Статистика выступлений в Кубке мира 2014—2015 |
| --------------------------------------------- | --------------------------------------------- | --------------------------------------------- | --------------------------------------------- | --------------------------------------------- | --------------------------------------------- | --------------------------------------------- | --------------------------------------------- | --------------------------------------------- | --------------------------------------------- | --------------------------------------------- | --------------------------------------------- | --------------------------------------------- | --------------------------------------------- | --------------------------------------------- | --------------------------------------------- | --------------------------------------------- | --------------------------------------------- | --------------------------------------------- | --------------------------------------------- | --------------------------------------------- | --------------------------------------------- | --------------------------------------------- | --------------------------------------------- | --------------------------------------------- | --------------------------------------------- | --------------------------------------------- | --------------------------------------------- | --------------------------------------------- | --------------------------------------------- | --------------------------------------------- | --------------------------------------------- | --------------------------------------------- | --------------------------------------------- | --------------------------------------------- | --------------------------------------------- | --------------------------------------------- |
| 2014/15 Итоги                                 | 2014/15 Итоги                                 | Эстерсунд                                     | Эстерсунд                                     | Эстерсунд                                     | Эстерсунд                                     | Хохфильцен                                    | Хохфильцен                                    | Хохфильцен                                    | Поклюка                                       | Поклюка                                       | Поклюка                                       | Оберхоф                                       | Оберхоф                                       | Оберхоф                                       | Рупольдинг                                    | Рупольдинг                                    | Рупольдинг                                    | Антхольц                                      | Антхольц                                      | Антхольц                                      | Нове-Место                                    | Нове-Место                                    | Нове-Место                                    | Нове-Место                                    | Холменколлен                                  | Холменколлен                                  | Холменколлен                                  | ЧМ Контиолахти                                | ЧМ Контиолахти                                | ЧМ Контиолахти                                | ЧМ Контиолахти                                | ЧМ Контиолахти                                | ЧМ Контиолахти                                | Ханты-Мансийск                                | Ханты-Мансийск                                | Ханты-Мансийск                                |
| Очков                                         | Место                                         | См                                            | Инд                                           | Спр                                           | Пр                                            | Спр                                           | Эст                                           | Пр                                            | Спр                                           | Пр                                            | МС                                            | Эст                                           | Спр                                           | МС                                            | Эст                                           | Спр                                           | МС                                            | Спр                                           | Пр                                            | Эст                                           | ЭСм                                           | См                                            | Спр                                           | Пр                                            | Инд                                           | Спр                                           | Эст                                           | См                                            | Спр                                           | Пр                                            | Инд                                           | Эст                                           | МС                                            | Спр                                           | Пр                                            | МС                                            |
| 39                                            | 68                                            | 2                                             | 53                                            | 45                                            | 15                                            | —                                             | —                                             | —                                             | 30                                            | 39                                            | —                                             | 2                                             | 67                                            | —                                             | —                                             | —                                             | —                                             | —                                             | —                                             | —                                             | —                                             | —                                             | —                                             | —                                             | —                                             | —                                             | —                                             | —                                             | —                                             | —                                             | —                                             | —                                             | —                                             | —                                             | —                                             | —                                             |

| Статистика выступлений в Кубке мира 2015—2016 | Статистика выступлений в Кубке мира 2015—2016 | Статистика выступлений в Кубке мира 2015—2016 | Статистика выступлений в Кубке мира 2015—2016 | Статистика выступлений в Кубке мира 2015—2016 | Статистика выступлений в Кубке мира 2015—2016 | Статистика выступлений в Кубке мира 2015—2016 | Статистика выступлений в Кубке мира 2015—2016 | Статистика выступлений в Кубке мира 2015—2016 | Статистика выступлений в Кубке мира 2015—2016 | Статистика выступлений в Кубке мира 2015—2016 | Статистика выступлений в Кубке мира 2015—2016 | Статистика выступлений в Кубке мира 2015—2016 | Статистика выступлений в Кубке мира 2015—2016 | Статистика выступлений в Кубке мира 2015—2016 | Статистика выступлений в Кубке мира 2015—2016 | Статистика выступлений в Кубке мира 2015—2016 | Статистика выступлений в Кубке мира 2015—2016 | Статистика выступлений в Кубке мира 2015—2016 | Статистика выступлений в Кубке мира 2015—2016 | Статистика выступлений в Кубке мира 2015—2016 | Статистика выступлений в Кубке мира 2015—2016 | Статистика выступлений в Кубке мира 2015—2016 | Статистика выступлений в Кубке мира 2015—2016 | Статистика выступлений в Кубке мира 2015—2016 | Статистика выступлений в Кубке мира 2015—2016 | Статистика выступлений в Кубке мира 2015—2016 | Статистика выступлений в Кубке мира 2015—2016 | Статистика выступлений в Кубке мира 2015—2016 | Статистика выступлений в Кубке мира 2015—2016 | Статистика выступлений в Кубке мира 2015—2016 | Статистика выступлений в Кубке мира 2015—2016 | Статистика выступлений в Кубке мира 2015—2016 | Статистика выступлений в Кубке мира 2015—2016 | Статистика выступлений в Кубке мира 2015—2016 | Статистика выступлений в Кубке мира 2015—2016 |
| --------------------------------------------- | --------------------------------------------- | --------------------------------------------- | --------------------------------------------- | --------------------------------------------- | --------------------------------------------- | --------------------------------------------- | --------------------------------------------- | --------------------------------------------- | --------------------------------------------- | --------------------------------------------- | --------------------------------------------- | --------------------------------------------- | --------------------------------------------- | --------------------------------------------- | --------------------------------------------- | --------------------------------------------- | --------------------------------------------- | --------------------------------------------- | --------------------------------------------- | --------------------------------------------- | --------------------------------------------- | --------------------------------------------- | --------------------------------------------- | --------------------------------------------- | --------------------------------------------- | --------------------------------------------- | --------------------------------------------- | --------------------------------------------- | --------------------------------------------- | --------------------------------------------- | --------------------------------------------- | --------------------------------------------- | --------------------------------------------- | --------------------------------------------- | --------------------------------------------- |
| 2015/2016 Итоги                               | 2015/2016 Итоги                               | Эстерсунд                                     | Эстерсунд                                     | Эстерсунд                                     | Эстерсунд                                     | Хохфильцен                                    | Хохфильцен                                    | Хохфильцен                                    | Поклюка                                       | Поклюка                                       | Поклюка                                       | Рупольдинг                                    | Рупольдинг                                    | Рупольдинг                                    | Рупольдинг                                    | Рупольдинг                                    | Рупольдинг                                    | Антхольц                                      | Антхольц                                      | Антхольц                                      | Канмор                                        | Канмор                                        | Канмор                                        | Преск-Айл                                     | Преск-Айл                                     | Преск-Айл                                     | ЧМ Холменколлен                               | ЧМ Холменколлен                               | ЧМ Холменколлен                               | ЧМ Холменколлен                               | ЧМ Холменколлен                               | ЧМ Холменколлен                               | Ханты-Мансийск                                | Ханты-Мансийск                                | Ханты-Мансийск                                |
| Очков                                         | Место                                         | СМ                                            | Инд                                           | Спр                                           | Пр                                            | Спр                                           | Пр                                            | Эст                                           | Спр                                           | Пр                                            | МС                                            | Спр                                           | Пр                                            | МС                                            | Инд                                           | Эст                                           | МС                                            | Спр                                           | Пр                                            | Эст                                           | Спр                                           | МС                                            | СМ                                            | Спр                                           | Пр                                            | Эст                                           | СМ                                            | Спр                                           | Пр                                            | Инд                                           | Эст                                           | МС                                            | Спр                                           | Пр                                            | МС                                            |
| 5                                             | 100                                           | —                                             | —                                             | —                                             | —                                             | —                                             | —                                             | —                                             | —                                             | —                                             | —                                             | —                                             | —                                             | —                                             | —                                             | —                                             | —                                             | —                                             | —                                             | —                                             | 36                                            | —                                             | —                                             | —                                             | —                                             | —                                             | —                                             | —                                             | —                                             | —                                             | —                                             | —                                             | —                                             | —                                             | —                                             |

| Статистика выступлений в Кубке мира 2016—2017 | Статистика выступлений в Кубке мира 2016—2017 | Статистика выступлений в Кубке мира 2016—2017 | Статистика выступлений в Кубке мира 2016—2017 | Статистика выступлений в Кубке мира 2016—2017 | Статистика выступлений в Кубке мира 2016—2017 | Статистика выступлений в Кубке мира 2016—2017 | Статистика выступлений в Кубке мира 2016—2017 | Статистика выступлений в Кубке мира 2016—2017 | Статистика выступлений в Кубке мира 2016—2017 | Статистика выступлений в Кубке мира 2016—2017 | Статистика выступлений в Кубке мира 2016—2017 | Статистика выступлений в Кубке мира 2016—2017 | Статистика выступлений в Кубке мира 2016—2017 | Статистика выступлений в Кубке мира 2016—2017 | Статистика выступлений в Кубке мира 2016—2017 | Статистика выступлений в Кубке мира 2016—2017 | Статистика выступлений в Кубке мира 2016—2017 | Статистика выступлений в Кубке мира 2016—2017 | Статистика выступлений в Кубке мира 2016—2017 | Статистика выступлений в Кубке мира 2016—2017 | Статистика выступлений в Кубке мира 2016—2017 | Статистика выступлений в Кубке мира 2016—2017 | Статистика выступлений в Кубке мира 2016—2017 | Статистика выступлений в Кубке мира 2016—2017 | Статистика выступлений в Кубке мира 2016—2017 | Статистика выступлений в Кубке мира 2016—2017 | Статистика выступлений в Кубке мира 2016—2017 | Статистика выступлений в Кубке мира 2016—2017 | Статистика выступлений в Кубке мира 2016—2017 | Статистика выступлений в Кубке мира 2016—2017 | Статистика выступлений в Кубке мира 2016—2017 | Статистика выступлений в Кубке мира 2016—2017 | Статистика выступлений в Кубке мира 2016—2017 | Статистика выступлений в Кубке мира 2016—2017 | Статистика выступлений в Кубке мира 2016—2017 | Статистика выступлений в Кубке мира 2016—2017 | Статистика выступлений в Кубке мира 2016—2017 |
| --------------------------------------------- | --------------------------------------------- | --------------------------------------------- | --------------------------------------------- | --------------------------------------------- | --------------------------------------------- | --------------------------------------------- | --------------------------------------------- | --------------------------------------------- | --------------------------------------------- | --------------------------------------------- | --------------------------------------------- | --------------------------------------------- | --------------------------------------------- | --------------------------------------------- | --------------------------------------------- | --------------------------------------------- | --------------------------------------------- | --------------------------------------------- | --------------------------------------------- | --------------------------------------------- | --------------------------------------------- | --------------------------------------------- | --------------------------------------------- | --------------------------------------------- | --------------------------------------------- | --------------------------------------------- | --------------------------------------------- | --------------------------------------------- | --------------------------------------------- | --------------------------------------------- | --------------------------------------------- | --------------------------------------------- | --------------------------------------------- | --------------------------------------------- | --------------------------------------------- | --------------------------------------------- | --------------------------------------------- |
| 2016/2017 Итоги                               | 2016/2017 Итоги                               | Эстерсунд                                     | Эстерсунд                                     | Эстерсунд                                     | Эстерсунд                                     | Эстерсунд                                     | Поклюка                                       | Поклюка                                       | Поклюка                                       | Нове-Место                                    | Нове-Место                                    | Нове-Место                                    | Оберхоф                                       | Оберхоф                                       | Оберхоф                                       | Рупольдинг                                    | Рупольдинг                                    | Рупольдинг                                    | Антхольц                                      | Антхольц                                      | Антхольц                                      | ЧМ Хохфильцен                                 | ЧМ Хохфильцен                                 | ЧМ Хохфильцен                                 | ЧМ Хохфильцен                                 | ЧМ Хохфильцен                                 | ЧМ Хохфильцен                                 | Пхёнчхан                                      | Пхёнчхан                                      | Пхёнчхан                                      | Контиолахти                                   | Контиолахти                                   | Контиолахти                                   | Контиолахти                                   | Холменколлен                                  | Холменколлен                                  | Холменколлен                                  |
| Очков                                         | Место                                         | Сусм                                          | См                                            | Инд                                           | Спр                                           | Пр                                            | Спр                                           | Пр                                            | Эст                                           | Спр                                           | Пр                                            | МС                                            | Спр                                           | Пр                                            | МС                                            | Эст                                           | Спр                                           | Пр                                            | Инд                                           | Эст                                           | МС                                            | См                                            | Спр                                           | Пр                                            | Инд                                           | Эст                                           | МС                                            | Спр                                           | Пр                                            | Эст                                           | Спр                                           | Пр                                            | Сусм                                          | См                                            | Спр                                           | Пр                                            | МС                                            |
| 149                                           | 45                                            | —                                             | —                                             | —                                             | —                                             | —                                             | —                                             | —                                             | —                                             | —                                             | —                                             | —                                             | 31                                            | 27                                            | —                                             | 1                                             | —                                             | —                                             | —                                             | —                                             | —                                             | —                                             | —                                             | —                                             | —                                             | —                                             | —                                             | 18                                            | 12                                            | 3                                             | 13                                            | 8                                             | 10                                            | —                                             | 56                                            | 53                                            | —                                             |

| Статистика выступлений в Кубке мира 2017—2018 | Статистика выступлений в Кубке мира 2017—2018 | Статистика выступлений в Кубке мира 2017—2018 | Статистика выступлений в Кубке мира 2017—2018 | Статистика выступлений в Кубке мира 2017—2018 | Статистика выступлений в Кубке мира 2017—2018 | Статистика выступлений в Кубке мира 2017—2018 | Статистика выступлений в Кубке мира 2017—2018 | Статистика выступлений в Кубке мира 2017—2018 | Статистика выступлений в Кубке мира 2017—2018 | Статистика выступлений в Кубке мира 2017—2018 | Статистика выступлений в Кубке мира 2017—2018 | Статистика выступлений в Кубке мира 2017—2018 | Статистика выступлений в Кубке мира 2017—2018 | Статистика выступлений в Кубке мира 2017—2018 | Статистика выступлений в Кубке мира 2017—2018 | Статистика выступлений в Кубке мира 2017—2018 | Статистика выступлений в Кубке мира 2017—2018 | Статистика выступлений в Кубке мира 2017—2018 | Статистика выступлений в Кубке мира 2017—2018 | Статистика выступлений в Кубке мира 2017—2018 | Статистика выступлений в Кубке мира 2017—2018 | Статистика выступлений в Кубке мира 2017—2018 | Статистика выступлений в Кубке мира 2017—2018 | Статистика выступлений в Кубке мира 2017—2018 | Статистика выступлений в Кубке мира 2017—2018 | Статистика выступлений в Кубке мира 2017—2018 | Статистика выступлений в Кубке мира 2017—2018 | Статистика выступлений в Кубке мира 2017—2018 | Статистика выступлений в Кубке мира 2017—2018 | Статистика выступлений в Кубке мира 2017—2018 | Статистика выступлений в Кубке мира 2017—2018 | Статистика выступлений в Кубке мира 2017—2018 | Статистика выступлений в Кубке мира 2017—2018 | Статистика выступлений в Кубке мира 2017—2018 | Статистика выступлений в Кубке мира 2017—2018 | Статистика выступлений в Кубке мира 2017—2018 | Статистика выступлений в Кубке мира 2017—2018 |
| --------------------------------------------- | --------------------------------------------- | --------------------------------------------- | --------------------------------------------- | --------------------------------------------- | --------------------------------------------- | --------------------------------------------- | --------------------------------------------- | --------------------------------------------- | --------------------------------------------- | --------------------------------------------- | --------------------------------------------- | --------------------------------------------- | --------------------------------------------- | --------------------------------------------- | --------------------------------------------- | --------------------------------------------- | --------------------------------------------- | --------------------------------------------- | --------------------------------------------- | --------------------------------------------- | --------------------------------------------- | --------------------------------------------- | --------------------------------------------- | --------------------------------------------- | --------------------------------------------- | --------------------------------------------- | --------------------------------------------- | --------------------------------------------- | --------------------------------------------- | --------------------------------------------- | --------------------------------------------- | --------------------------------------------- | --------------------------------------------- | --------------------------------------------- | --------------------------------------------- | --------------------------------------------- | --------------------------------------------- |
| 2017/2018 Итоги                               | 2017/2018 Итоги                               | Эстерсунд                                     | Эстерсунд                                     | Эстерсунд                                     | Эстерсунд                                     | Эстерсунд                                     | Хохфильцен                                    | Хохфильцен                                    | Хохфильцен                                    | Анси                                          | Анси                                          | Анси                                          | Оберхоф                                       | Оберхоф                                       | Оберхоф                                       | Рупольдинг                                    | Рупольдинг                                    | Рупольдинг                                    | Антхольц                                      | Антхольц                                      | Антхольц                                      | ОИ Пхёнчхан (*)                               | ОИ Пхёнчхан (*)                               | ОИ Пхёнчхан (*)                               | ОИ Пхёнчхан (*)                               | ОИ Пхёнчхан (*)                               | ОИ Пхёнчхан (*)                               | Контиолахти                                   | Контиолахти                                   | Контиолахти                                   | Контиолахти                                   | Холменколлен                                  | Холменколлен                                  | Холменколлен                                  | Тюмень                                        | Тюмень                                        | Тюмень                                        |
| Очков                                         | Место                                         | ОСЭ                                           | СЭ                                            | Инд                                           | Спр                                           | Пр                                            | Спр                                           | Пр                                            | Эст                                           | Спр                                           | Пр                                            | МС                                            | Спр                                           | Пр                                            | Эст                                           | Инд                                           | Эст                                           | МС                                            | Спр                                           | Пр                                            | МС                                            | Спр                                           | Пр                                            | Инд                                           | МС                                            | См                                            | Эст                                           | Спр                                           | Сусм                                          | См                                            | МС                                            | Спр                                           | Пр                                            | Эст                                           | Спр                                           | Пр                                            | МС                                            |
| 66                                            | 54                                            | —                                             | —                                             | —                                             | —                                             | —                                             | —                                             | —                                             | —                                             | —                                             | —                                             | —                                             | —                                             | —                                             | 3                                             | 35                                            | —                                             | —                                             | —                                             | —                                             | —                                             | —                                             | —                                             | —                                             | —                                             | —                                             | —                                             | —                                             | —                                             | —                                             | —                                             | —                                             | —                                             | —                                             | 26                                            | 10                                            | 24                                            |

| Статистика выступлений в Кубке мира 2018—2019 | Статистика выступлений в Кубке мира 2018—2019 | Статистика выступлений в Кубке мира 2018—2019 | Статистика выступлений в Кубке мира 2018—2019 | Статистика выступлений в Кубке мира 2018—2019 | Статистика выступлений в Кубке мира 2018—2019 | Статистика выступлений в Кубке мира 2018—2019 | Статистика выступлений в Кубке мира 2018—2019 | Статистика выступлений в Кубке мира 2018—2019 | Статистика выступлений в Кубке мира 2018—2019 | Статистика выступлений в Кубке мира 2018—2019 | Статистика выступлений в Кубке мира 2018—2019 | Статистика выступлений в Кубке мира 2018—2019 | Статистика выступлений в Кубке мира 2018—2019 | Статистика выступлений в Кубке мира 2018—2019 | Статистика выступлений в Кубке мира 2018—2019 | Статистика выступлений в Кубке мира 2018—2019 | Статистика выступлений в Кубке мира 2018—2019 | Статистика выступлений в Кубке мира 2018—2019 | Статистика выступлений в Кубке мира 2018—2019 | Статистика выступлений в Кубке мира 2018—2019 | Статистика выступлений в Кубке мира 2018—2019 | Статистика выступлений в Кубке мира 2018—2019 | Статистика выступлений в Кубке мира 2018—2019 | Статистика выступлений в Кубке мира 2018—2019 | Статистика выступлений в Кубке мира 2018—2019 | Статистика выступлений в Кубке мира 2018—2019 | Статистика выступлений в Кубке мира 2018—2019 | Статистика выступлений в Кубке мира 2018—2019 | Статистика выступлений в Кубке мира 2018—2019 | Статистика выступлений в Кубке мира 2018—2019 | Статистика выступлений в Кубке мира 2018—2019 | Статистика выступлений в Кубке мира 2018—2019 | Статистика выступлений в Кубке мира 2018—2019 | Статистика выступлений в Кубке мира 2018—2019 | Статистика выступлений в Кубке мира 2018—2019 | Статистика выступлений в Кубке мира 2018—2019 | Статистика выступлений в Кубке мира 2018—2019 | Статистика выступлений в Кубке мира 2018—2019 |
| --------------------------------------------- | --------------------------------------------- | --------------------------------------------- | --------------------------------------------- | --------------------------------------------- | --------------------------------------------- | --------------------------------------------- | --------------------------------------------- | --------------------------------------------- | --------------------------------------------- | --------------------------------------------- | --------------------------------------------- | --------------------------------------------- | --------------------------------------------- | --------------------------------------------- | --------------------------------------------- | --------------------------------------------- | --------------------------------------------- | --------------------------------------------- | --------------------------------------------- | --------------------------------------------- | --------------------------------------------- | --------------------------------------------- | --------------------------------------------- | --------------------------------------------- | --------------------------------------------- | --------------------------------------------- | --------------------------------------------- | --------------------------------------------- | --------------------------------------------- | --------------------------------------------- | --------------------------------------------- | --------------------------------------------- | --------------------------------------------- | --------------------------------------------- | --------------------------------------------- | --------------------------------------------- | --------------------------------------------- | --------------------------------------------- |
| 2018/2019 Итоги                               | 2018/2019 Итоги                               | Поклюка                                       | Поклюка                                       | Поклюка                                       | Поклюка                                       | Поклюка                                       | Хохфильцен                                    | Хохфильцен                                    | Хохфильцен                                    | Нове-Место                                    | Нове-Место                                    | Нове-Место                                    | Оберхоф                                       | Оберхоф                                       | Оберхоф                                       | Рупольдинг                                    | Рупольдинг                                    | Рупольдинг                                    | Антхольц                                      | Антхольц                                      | Антхольц                                      | Канмор                                        | Канмор                                        | Канмор                                        | Солт-Лейк сити                                | Солт-Лейк сити                                | Солт-Лейк сити                                | Солт-Лейк сити                                | ЧМ Эстерсунд                                  | ЧМ Эстерсунд                                  | ЧМ Эстерсунд                                  | ЧМ Эстерсунд                                  | ЧМ Эстерсунд                                  | ЧМ Эстерсунд                                  | ЧМ Эстерсунд                                  | Холменколлен                                  | Холменколлен                                  | Холменколлен                                  |
| Очков                                         | Место                                         | Сусм                                          | СЭ                                            | Инд                                           | Спр                                           | Пр                                            | Спр                                           | Пр                                            | Эст                                           | Спр                                           | Пр                                            | МС                                            | Спр                                           | Пр                                            | Эст                                           | Спр                                           | Эст                                           | МС                                            | Спр                                           | Пр                                            | МС                                            | Инд                                           | Эст                                           | Спр                                           | Спр                                           | Пр                                            | Сусм                                          | См                                            | См                                            | Спр                                           | Пр                                            | Инд                                           | Сусм                                          | Эст                                           | МС                                            | Спр                                           | Пр                                            | МС                                            |
| 646                                           | 13                                            | —                                             | —                                             | 11                                            | 78                                            | —                                             | 10                                            | 3                                             | 2                                             | 32                                            | 20                                            | 21                                            | 43                                            | 32                                            | 7                                             | 12                                            | 1                                             | 5                                             | 53                                            | 29                                            | 12                                            | 2                                             | 1                                             | —                                             | 1                                             | 2                                             | —                                             | 3                                             | 1                                             | 31                                            | 23                                            | 8                                             | —                                             | 1                                             | 12                                            | 12                                            | 5                                             | 5                                             |

| Статистика выступлений в Кубке мира 2019—2020 | Статистика выступлений в Кубке мира 2019—2020 | Статистика выступлений в Кубке мира 2019—2020 | Статистика выступлений в Кубке мира 2019—2020 | Статистика выступлений в Кубке мира 2019—2020 | Статистика выступлений в Кубке мира 2019—2020 | Статистика выступлений в Кубке мира 2019—2020 | Статистика выступлений в Кубке мира 2019—2020 | Статистика выступлений в Кубке мира 2019—2020 | Статистика выступлений в Кубке мира 2019—2020 | Статистика выступлений в Кубке мира 2019—2020 | Статистика выступлений в Кубке мира 2019—2020 | Статистика выступлений в Кубке мира 2019—2020 | Статистика выступлений в Кубке мира 2019—2020 | Статистика выступлений в Кубке мира 2019—2020 | Статистика выступлений в Кубке мира 2019—2020 | Статистика выступлений в Кубке мира 2019—2020 | Статистика выступлений в Кубке мира 2019—2020 | Статистика выступлений в Кубке мира 2019—2020 | Статистика выступлений в Кубке мира 2019—2020 | Статистика выступлений в Кубке мира 2019—2020 | Статистика выступлений в Кубке мира 2019—2020 | Статистика выступлений в Кубке мира 2019—2020 | Статистика выступлений в Кубке мира 2019—2020 | Статистика выступлений в Кубке мира 2019—2020 | Статистика выступлений в Кубке мира 2019—2020 | Статистика выступлений в Кубке мира 2019—2020 | Статистика выступлений в Кубке мира 2019—2020 | Статистика выступлений в Кубке мира 2019—2020 | Статистика выступлений в Кубке мира 2019—2020 | Статистика выступлений в Кубке мира 2019—2020 | Статистика выступлений в Кубке мира 2019—2020 | Статистика выступлений в Кубке мира 2019—2020 | Статистика выступлений в Кубке мира 2019—2020 | Статистика выступлений в Кубке мира 2019—2020 | Статистика выступлений в Кубке мира 2019—2020 | Статистика выступлений в Кубке мира 2019—2020 | Статистика выступлений в Кубке мира 2019—2020 | Статистика выступлений в Кубке мира 2019—2020 | Статистика выступлений в Кубке мира 2019—2020 |
| --------------------------------------------- | --------------------------------------------- | --------------------------------------------- | --------------------------------------------- | --------------------------------------------- | --------------------------------------------- | --------------------------------------------- | --------------------------------------------- | --------------------------------------------- | --------------------------------------------- | --------------------------------------------- | --------------------------------------------- | --------------------------------------------- | --------------------------------------------- | --------------------------------------------- | --------------------------------------------- | --------------------------------------------- | --------------------------------------------- | --------------------------------------------- | --------------------------------------------- | --------------------------------------------- | --------------------------------------------- | --------------------------------------------- | --------------------------------------------- | --------------------------------------------- | --------------------------------------------- | --------------------------------------------- | --------------------------------------------- | --------------------------------------------- | --------------------------------------------- | --------------------------------------------- | --------------------------------------------- | --------------------------------------------- | --------------------------------------------- | --------------------------------------------- | --------------------------------------------- | --------------------------------------------- | --------------------------------------------- | --------------------------------------------- | --------------------------------------------- |
| 2019/2020 Итоги                               | 2019/2020 Итоги                               | Эстерсунд                                     | Эстерсунд                                     | Эстерсунд                                     | Эстерсунд                                     | Эстерсунд                                     | Хохфильцен                                    | Хохфильцен                                    | Хохфильцен                                    | Анси                                          | Анси                                          | Анси                                          | Оберхоф                                       | Оберхоф                                       | Оберхоф                                       | Рупольдинг                                    | Рупольдинг                                    | Рупольдинг                                    | Поклюка                                       | Поклюка                                       | Поклюка                                       | Поклюка                                       | ЧМ Антхольц                                   | ЧМ Антхольц                                   | ЧМ Антхольц                                   | ЧМ Антхольц                                   | ЧМ Антхольц                                   | ЧМ Антхольц                                   | ЧМ Антхольц                                   | Нове-Место                                    | Нове-Место                                    | Нове-Место                                    | Контиолахти                                   | Контиолахти                                   | Контиолахти                                   | Контиолахти                                   | Холменколлен                                  | Холменколлен                                  | Холменколлен                                  |
| Очков                                         | Место                                         | См                                            | Сусм                                          | Спр                                           | Инд                                           | Эст                                           | Спр                                           | Пр                                            | Эст                                           | Спр                                           | Пр                                            | МС                                            | Спр                                           | Эст                                           | МС                                            | Спр                                           | Эст                                           | Пр                                            | Инд                                           | См                                            | Сусм                                          | МС                                            | См                                            | Спр                                           | Пр                                            | Инд                                           | Сусм                                          | Эст                                           | МС                                            | Спр                                           | Эст                                           | МС                                            | Спр                                           | Пр                                            | См                                            | Сусм                                          | Спр                                           | Пр                                            | МС                                            |
| 566                                           | 10                                            | —                                             | 3                                             | 45                                            | 31                                            | —                                             | 22                                            | 31                                            | —                                             | 13                                            | 3                                             | 15                                            | 10                                            | 1                                             | 8                                             | 4                                             | 2                                             | 3                                             | 9                                             | —                                             | 10                                            | 4                                             | —                                             | 33                                            | 10                                            | 62                                            | —                                             | 2                                             | 13                                            | 25                                            | 1                                             | 7                                             | 4                                             | 9                                             | отм                                           | отм                                           | отм                                           | отм                                           | отм                                           |

| Статистика выступлений в Кубке мира 2020—2021 | Статистика выступлений в Кубке мира 2020—2021 | Статистика выступлений в Кубке мира 2020—2021 | Статистика выступлений в Кубке мира 2020—2021 | Статистика выступлений в Кубке мира 2020—2021 | Статистика выступлений в Кубке мира 2020—2021 | Статистика выступлений в Кубке мира 2020—2021 | Статистика выступлений в Кубке мира 2020—2021 | Статистика выступлений в Кубке мира 2020—2021 | Статистика выступлений в Кубке мира 2020—2021 | Статистика выступлений в Кубке мира 2020—2021 | Статистика выступлений в Кубке мира 2020—2021 | Статистика выступлений в Кубке мира 2020—2021 | Статистика выступлений в Кубке мира 2020—2021 | Статистика выступлений в Кубке мира 2020—2021 | Статистика выступлений в Кубке мира 2020—2021 | Статистика выступлений в Кубке мира 2020—2021 | Статистика выступлений в Кубке мира 2020—2021 | Статистика выступлений в Кубке мира 2020—2021 | Статистика выступлений в Кубке мира 2020—2021 | Статистика выступлений в Кубке мира 2020—2021 | Статистика выступлений в Кубке мира 2020—2021 | Статистика выступлений в Кубке мира 2020—2021 | Статистика выступлений в Кубке мира 2020—2021 | Статистика выступлений в Кубке мира 2020—2021 | Статистика выступлений в Кубке мира 2020—2021 | Статистика выступлений в Кубке мира 2020—2021 | Статистика выступлений в Кубке мира 2020—2021 | Статистика выступлений в Кубке мира 2020—2021 | Статистика выступлений в Кубке мира 2020—2021 | Статистика выступлений в Кубке мира 2020—2021 | Статистика выступлений в Кубке мира 2020—2021 | Статистика выступлений в Кубке мира 2020—2021 | Статистика выступлений в Кубке мира 2020—2021 | Статистика выступлений в Кубке мира 2020—2021 | Статистика выступлений в Кубке мира 2020—2021 | Статистика выступлений в Кубке мира 2020—2021 | Статистика выступлений в Кубке мира 2020—2021 | Статистика выступлений в Кубке мира 2020—2021 | Статистика выступлений в Кубке мира 2020—2021 |
| --------------------------------------------- | --------------------------------------------- | --------------------------------------------- | --------------------------------------------- | --------------------------------------------- | --------------------------------------------- | --------------------------------------------- | --------------------------------------------- | --------------------------------------------- | --------------------------------------------- | --------------------------------------------- | --------------------------------------------- | --------------------------------------------- | --------------------------------------------- | --------------------------------------------- | --------------------------------------------- | --------------------------------------------- | --------------------------------------------- | --------------------------------------------- | --------------------------------------------- | --------------------------------------------- | --------------------------------------------- | --------------------------------------------- | --------------------------------------------- | --------------------------------------------- | --------------------------------------------- | --------------------------------------------- | --------------------------------------------- | --------------------------------------------- | --------------------------------------------- | --------------------------------------------- | --------------------------------------------- | --------------------------------------------- | --------------------------------------------- | --------------------------------------------- | --------------------------------------------- | --------------------------------------------- | --------------------------------------------- | --------------------------------------------- | --------------------------------------------- |
| 2020/2021 Итоги                               | 2020/2021 Итоги                               | Контиолахти                                   | Контиолахти                                   | Контиолахти                                   | Контиолахти                                   | Контиолахти                                   | Хохфильцен                                    | Хохфильцен                                    | Хохфильцен                                    | Хохфильцен                                    | Хохфильцен                                    | Хохфильцен                                    | Оберхоф                                       | Оберхоф                                       | Оберхоф                                       | Оберхоф                                       | Оберхоф                                       | Оберхоф                                       | Оберхоф                                       | Антхольц                                      | Антхольц                                      | Антхольц                                      | ЧМ Поклюка                                    | ЧМ Поклюка                                    | ЧМ Поклюка                                    | ЧМ Поклюка                                    | ЧМ Поклюка                                    | ЧМ Поклюка                                    | ЧМ Поклюка                                    | Нове-Место                                    | Нове-Место                                    | Нове-Место                                    | Нове-Место                                    | Нове-Место                                    | Нове-Место                                    | Нове-Место                                    | Эстерсунд                                     | Эстерсунд                                     | Эстерсунд                                     |
| Очков                                         | Место                                         | Инд                                           | Спр                                           | Спр                                           | Пр                                            | Эст                                           | Спр                                           | Пр                                            | Эст                                           | Спр                                           | Пр                                            | МС                                            | Спр                                           | Пр                                            | См                                            | Осм                                           | Спр                                           | Эст                                           | МС                                            | Инд                                           | Эст                                           | МС                                            | См                                            | Спр                                           | Пр                                            | Инд                                           | Осм                                           | Эст                                           | МС                                            | Эст                                           | Спр                                           | Пр                                            | Спр                                           | Пр                                            | См                                            | Осм                                           | Спр                                           | Пр                                            | МС                                            |
| 621                                           | 13                                            | 38                                            | 4                                             | 15                                            | 7                                             | 1                                             | 7                                             | 12                                            | —                                             | 4                                             | 4                                             | 12                                            | 66                                            | —                                             | —                                             | —                                             | 16                                            | 2                                             | 15                                            | 7                                             | —                                             | 4                                             | —                                             | —                                             | —                                             | —                                             | —                                             | 1                                             | 16                                            | —                                             | 24                                            | 38                                            | 20                                            | 11                                            | —                                             | —                                             | 12                                            | 7                                             | 4                                             |

| Статистика выступлений в Кубке мира 2021—2022 | Статистика выступлений в Кубке мира 2021—2022 | Статистика выступлений в Кубке мира 2021—2022 | Статистика выступлений в Кубке мира 2021—2022 | Статистика выступлений в Кубке мира 2021—2022 | Статистика выступлений в Кубке мира 2021—2022 | Статистика выступлений в Кубке мира 2021—2022 | Статистика выступлений в Кубке мира 2021—2022 | Статистика выступлений в Кубке мира 2021—2022 | Статистика выступлений в Кубке мира 2021—2022 | Статистика выступлений в Кубке мира 2021—2022 | Статистика выступлений в Кубке мира 2021—2022 | Статистика выступлений в Кубке мира 2021—2022 | Статистика выступлений в Кубке мира 2021—2022 | Статистика выступлений в Кубке мира 2021—2022 | Статистика выступлений в Кубке мира 2021—2022 | Статистика выступлений в Кубке мира 2021—2022 | Статистика выступлений в Кубке мира 2021—2022 | Статистика выступлений в Кубке мира 2021—2022 | Статистика выступлений в Кубке мира 2021—2022 | Статистика выступлений в Кубке мира 2021—2022 | Статистика выступлений в Кубке мира 2021—2022 | Статистика выступлений в Кубке мира 2021—2022 | Статистика выступлений в Кубке мира 2021—2022 | Статистика выступлений в Кубке мира 2021—2022 | Статистика выступлений в Кубке мира 2021—2022 | Статистика выступлений в Кубке мира 2021—2022 | Статистика выступлений в Кубке мира 2021—2022 | Статистика выступлений в Кубке мира 2021—2022 | Статистика выступлений в Кубке мира 2021—2022 | Статистика выступлений в Кубке мира 2021—2022 | Статистика выступлений в Кубке мира 2021—2022 | Статистика выступлений в Кубке мира 2021—2022 | Статистика выступлений в Кубке мира 2021—2022 | Статистика выступлений в Кубке мира 2021—2022 | Статистика выступлений в Кубке мира 2021—2022 | Статистика выступлений в Кубке мира 2021—2022 | Статистика выступлений в Кубке мира 2021—2022 | Статистика выступлений в Кубке мира 2021—2022 |
| --------------------------------------------- | --------------------------------------------- | --------------------------------------------- | --------------------------------------------- | --------------------------------------------- | --------------------------------------------- | --------------------------------------------- | --------------------------------------------- | --------------------------------------------- | --------------------------------------------- | --------------------------------------------- | --------------------------------------------- | --------------------------------------------- | --------------------------------------------- | --------------------------------------------- | --------------------------------------------- | --------------------------------------------- | --------------------------------------------- | --------------------------------------------- | --------------------------------------------- | --------------------------------------------- | --------------------------------------------- | --------------------------------------------- | --------------------------------------------- | --------------------------------------------- | --------------------------------------------- | --------------------------------------------- | --------------------------------------------- | --------------------------------------------- | --------------------------------------------- | --------------------------------------------- | --------------------------------------------- | --------------------------------------------- | --------------------------------------------- | --------------------------------------------- | --------------------------------------------- | --------------------------------------------- | --------------------------------------------- | --------------------------------------------- |
| 2021/2022 Итоги                               | 2021/2022 Итоги                               | Эстерсунд                                     | Эстерсунд                                     | Эстерсунд                                     | Эстерсунд                                     | Эстерсунд                                     | Хохфильцен                                    | Хохфильцен                                    | Хохфильцен                                    | Анси                                          | Анси                                          | Анси                                          | Оберхоф                                       | Оберхоф                                       | Оберхоф                                       | Оберхоф                                       | Рупольдинг                                    | Рупольдинг                                    | Рупольдинг                                    | Антхольц                                      | Антхольц                                      | Антхольц                                      | ОИ Пекин (*)                                  | ОИ Пекин (*)                                  | ОИ Пекин (*)                                  | ОИ Пекин (*)                                  | ОИ Пекин (*)                                  | ОИ Пекин (*)                                  | Контиолахти                                   | Контиолахти                                   | Контиолахти                                   | Отепя                                         | Отепя                                         | Отепя                                         | Отепя                                         | Осло                                          | Осло                                          | Осло                                          |
| Очков                                         | Место                                         | Инд                                           | Спр                                           | Спр                                           | Эст                                           | Пр                                            | Спр                                           | Пр                                            | Эст                                           | Спр                                           | Пр                                            | МС                                            | Спр                                           | См                                            | Осм                                           | Пр                                            | Спр                                           | Эст                                           | Пр                                            | Инд                                           | МС                                            | Эст                                           | См                                            | Инд                                           | Спр                                           | Пр                                            | Эст                                           | МС                                            | Эст                                           | Спр                                           | Пр                                            | Спр                                           | МС                                            | См                                            | Осм                                           | Спр                                           | Пр                                            | МС                                            |
| 434                                           | 6                                             | 17                                            | 2                                             | 5                                             | 1                                             | 1                                             | 16                                            | 19                                            | 1                                             | 8                                             | 3                                             | 5                                             | 16                                            | —                                             | 16                                            | 34                                            | —                                             | —                                             | —                                             | 13                                            | 14                                            | 1                                             |                                               |                                               |                                               |                                               |                                               |                                               |                                               |                                               |                                               |                                               |                                               |                                               |                                               |                                               |                                               |                                               |